# Adobe Creative Cloud
Adobe Creative Cloud — набор межплатформенных приложений от Adobe Systems, распространяемых по подписке, который предоставляет пользователям доступ к коллекции программного обеспечения для графического дизайна, редактирования фото и видео, веб-разработки, а также доступа к облачным услугам. Облако сначала размещалось на Amazon Web Services. С сентября 2016 облако размещено на Microsoft Azure.

## Приложения
Adobe Creative Cloud сохраняет многие из особенностей Adobe Creative Suite и предоставляет новые возможности; например, мгновенное применение обновлений, сохранение данных в облако и простой обмен. Перечень приложений, доступных как отдельно, так и в виде пакета:
- Photoshop — растровый графический редактор
- Photoshop Lightroom — обработка, редактирование и каталогизация фотографий
- Photoshop Lightroom Classic — обработка, редактирование и каталогизация фотографий в классическом виде
- Illustrator — векторный графический редактор
- InDesign — компьютерная верстка
- Experience Design — разработка интерфейсов
- Premiere Pro — нелинейный видеомонтаж
- After Effects — редактирование видео и комбинированная съёмка
- Muse — графический WYSIWYG редактор HTML
- Adobe Dreamweaver — WYSIWYG редактор HTML
- Acrobat Pro — редактор PDF
- Animate (предыдущее название Flash Professional) — flash-анимация
- Audition — аудиоредактор
- Bridge — файловый менеджер всех компонентов Adobe
- Character Animator — 2D-анимация
- Media Encoder
- Fuse[англ.] (бета-версия)
- Flash Builder — IDE для RIA
- InCopy — профессиональный текстовый процессор
- Prelude — редактор тегов видео
- CC Express — создание историй для iPhone, iPad и веб
- Scout[англ.] — визуальный профилировщик для контента Flash
- Speedgrade — программа для профессиональной цветокоррекции
- Story[англ.] Plus
- PhoneGap Build (не PhoneGap Build)
- Gaming SDK — SDK для разработки игр
- Extension Manager
- ExtendScript Toolkit